# Сейков
Сейков (словац. Sejkov) — село в Словаччині в районі Собранці Кошицького краю. Село розташоване на висоті 116 м над рівнем моря. Населення — 203 чол. Вперше згадується в 1412 році. В селі є бібліотека та футбольне поле.

## Населення
| Рік:            | 1994. | 2004.   | 2014.   | 2024.   |
| --------------- | ----- | ------- | ------- | ------- |
| Кількість осіб: | 217   | 201     | 207     | 197     |
| Різниця:        |       | -7,37 % | +2,98 % | -4,83 % |

| Рік:            | 2023. | 2024. |
| --------------- | ----- | ----- |
| Кількість осіб: | 197   | 197   |
| Різниця:        |       | +0 %  |

## Пам'ятки
У селі є римо-католицький костел з 1894 року в стилі неоготики та греко-католицька церква святого великомученика Юрія з 1908 року в стилі необароко, з 1963 року національна культурна пам'ятка.

## Географія
Протікає Торошков потік.